# Anneau de Phœbé

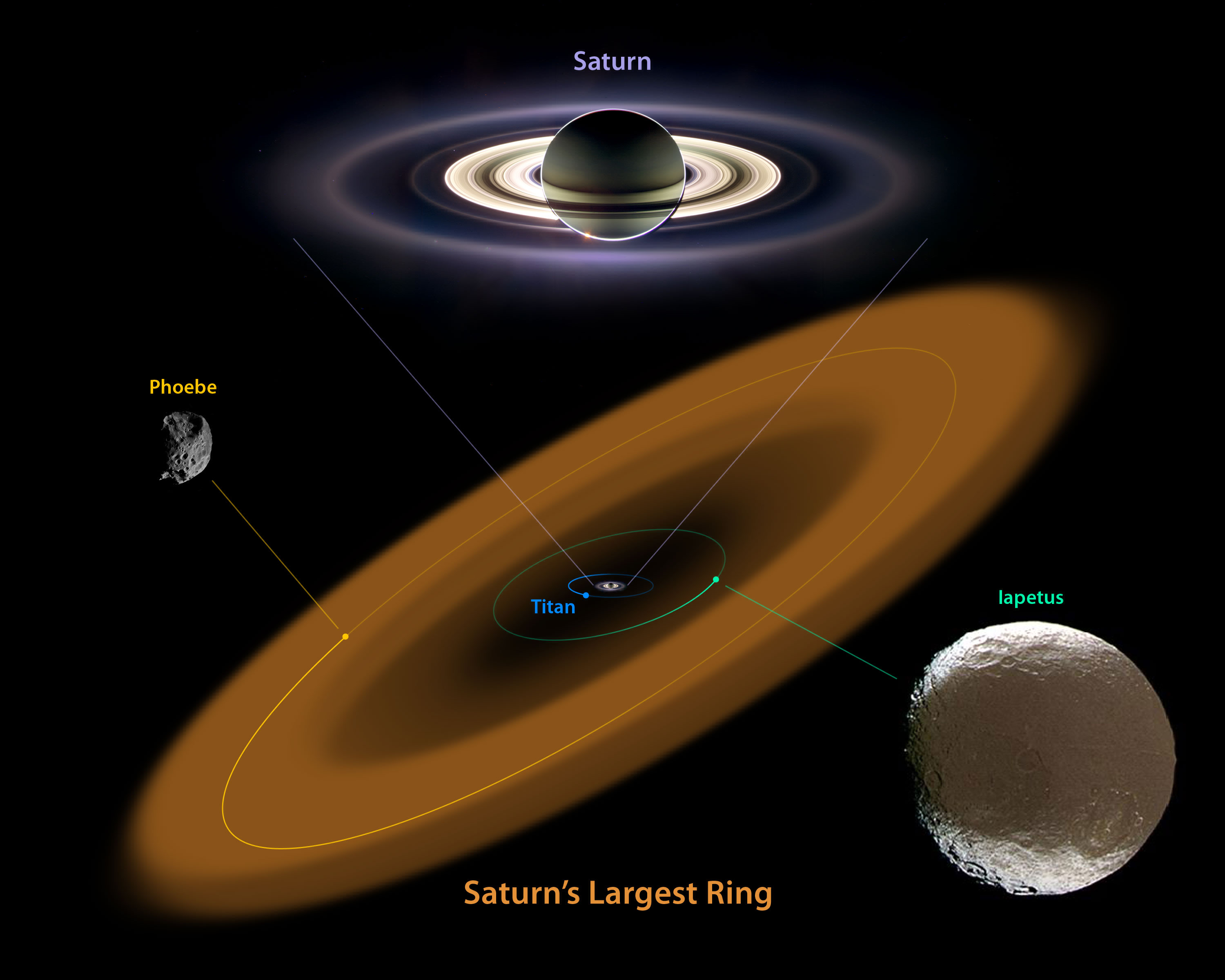
L'anneau de Phœbé.

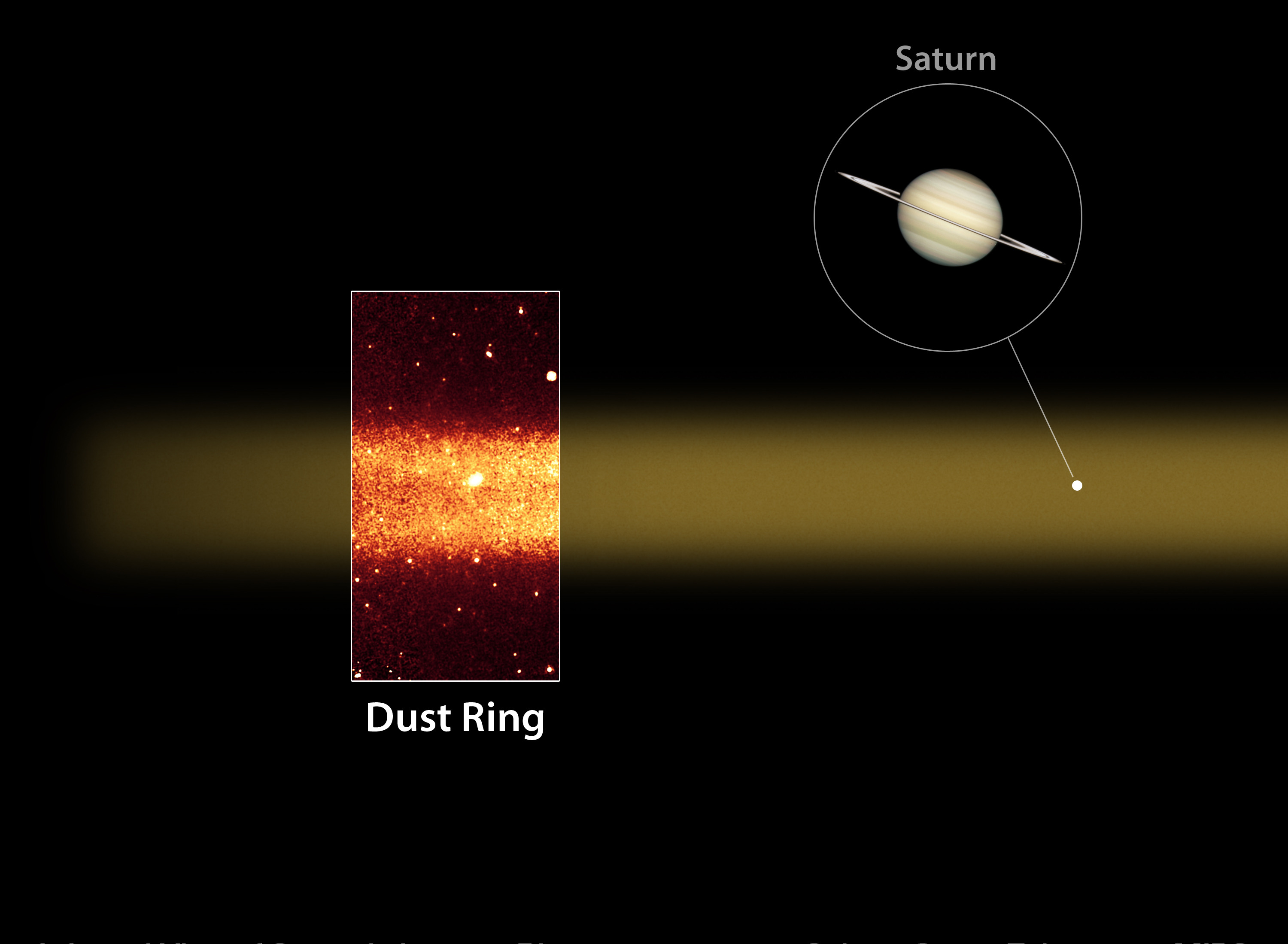
Diagramme construit à partir de données issues de Spitzer montrant l'anneau de Phœbé par la tranche.

Cet article concerne l'anneau de Saturne. Pour la lune de Saturne, voir Phœbé (lune). Pour les autres articles homonymes, voir Phœbé.
L'anneau de Phœbé est le plus grand des anneaux de Saturne et des anneaux planétaires du Système solaire : s'il était observable à l'œil nu depuis la Terre, sa taille apparente dans le ciel nocturne serait de l'ordre du double de celle d'une pleine lune,,. 
Cet anneau est particulièrement grand, d'une largeur de 20 fois le diamètre de Saturne, il commence à environ 6 millions de kilomètres de sa surface et se termine à 16.2 millions de kilomètres environ. Le satellite Phœbé serait à l'origine de cet anneau lointain, alimenté par la poussière arrachée au satellite lors d'impacts météoritiques.
Il serait donc également la cause de l'aspect particulier du satellite de Saturne Japet, qui a une de ses faces noire et l'autre très blanche, les poussières de l'anneau percutant la surface de Japet.

## Découverte
Étant très ténu, l'anneau de Phœbé n'a été découvert qu'avec le télescope spatial Spitzer de la NASA.
Sa signature infrarouge a été captée par le Multiband Imaging Photometer (MIPS) du télescope spatial en février 2009.
Sa découverte par Anne J. Verbiscer, Michael F. Skrutskie et Douglas P. Hamilton a été annoncée le 6 octobre 2009, à Fajardo (Porto Rico), lors de la 41e conférence annuelle de la Division for Planetary Science (DPS) de l'American Astronomical Society (AAS),,.
L'annonce a été confirmée par la mise en ligne de communiqués de presse,.
Sa première observation à la lumière visible a été annoncée le 23 janvier 2014.

## Dénomination
L'anneau de Phœbé est ainsi désigné car produit principalement par Phœbé, une des lunes irrégulières de Saturne.

## Caractéristiques
L'anneau est très ténu : sa profondeur optique est de l'ordre de 2,8 × 10-8.
Il est composé de particules de glace et de poussière très dispersées.
Il est incliné de 27 degrés par rapport au plan des anneaux principaux.
Comme l'anneau E, il est situé à l'extérieur de la limite de Roche associée à Saturne.
Il débute à une distance d'environ six millions de kilomètres de la surface de la géante gazeuse (~ 128 RS) et s'étend sur environ douze millions de kilomètres (~ 207 RS – 128 RS).
Son épaisseur est d'environ quarante fois le rayon équatorial de Saturne (~ 40 RS).
Son volume est supérieur à un milliard de fois celui de la Terre.